# Sveriges biodlares riksförbund
Sveriges biodlares riksförbund är intresseorganisation för landets biodlare.

## Historik
Sveriges Biodlares Riksförbund bildades 1920 genom en sammanslagning av de två biodlarorganisationerna Sveriges Allmänna Biodlarförening (SAB) som startats 1897 och Sveriges Biodlareförening (SB) som startade 1911. I dagligt tal förkortas förbundets namn SBR, men på senare år har även Biodlarna börjat att användas som ett samlande begrepp för hela förbundet.
SAB bildades relativt sent – 1897. I Danmark hade en riksorganisation bildats redan 1866 och Norge Birøkterlag bildades 1884. Initiativtagare till en svensk riksorganisation var häradshövdingen Ivar Wieslander. För att vara med i SAB krävdes att man prenumererade på föreningens tidning – Svensk Bitidning. Det kostade 50 öre för den som hade upp till tre bisamhällen och en krona om man hade fler samhällen. 1901 ändrades namnet till Bitidningen, ett namn som fortfarande består. SB bildades på initiativ av redaktör Alexander Lundgren som 1909 hade återupptagit utgivningen av tidskriften Bigården, en tidning med anor från 1889. SB hade sin huvudsakliga verksamhet i mellansverige medan SAB hade sina flesta medlemmar i södra Sverige. Efter bl.a. påtryckningar från Hushållningssällskap, vilka gav bidrag till biodlingens organisationer, där man krävde en sammanslagning arrangerades ett möte i Stockholm på initiativ av folkskolläraren Nils Årnell 1918 som blev inledningen till senare överläggningar mellan representanter för de båda föreningarna. Dessa ledde fram till att man vid ett möte 26 juli 1919 beslöt att SAB och SB skulle gå samman och 1 januari 1920 startade den gemensam organisation Sveriges Biodlares Riksförbund (förkortat SBR alt Biodlarna).

## Organisation
Sveriges Biodlares Riksförbund leds av en förbundsstyrelse bestående av nio ordinarie ledamöter.
Förbundet är medlem i några internationella biodlarorganisationer och genom medlemskap i LRF är förbundet även företrätt i COPA/COGECA (Committee of Professional Agricultural Organisations / General Committee for Agricultural Cooperation in the European Union) som arbetar i Bryssel och kan på så vis påverka de beslut som fattas där och som berör biodlingen.
Biodlarna består av enskilda medlemmar anslutna till biodlarföreningar. Föreningarna är sammanslutna till 25 st. distrikt som ofta sammanfaller med län. Föreningarna omfattar en kommun eller en del av en kommun. För närvarande finns det drygt 270 biodlarföreningar med drygt 15 000 medlemmar.